# Albinaria broemmei
Albinaria broemmei is een slakkensoort uit de familie van de Clausiliidae. De wetenschappelijke naam van de soort is voor het eerst geldig gepubliceerd in 1892 door O. Boettger.